# Ardisia pachyrrhachis
Ardisia pachyrrhachis är en viveväxtart som beskrevs av Ferdinand von Mueller. Ardisia pachyrrhachis ingår i släktet Ardisia och familjen viveväxter. Inga underarter finns listade i Catalogue of Life.